# День Конституции Республики Дагестан
День Конституции Республики Дагестан ― государственный праздник, празднование принятия Конституции, отмечается 26 июля.

## История
26 июля 1994 года Конституционным Собранием была принята новая Конституция. Этот был объявлен Днем Конституции Республики Дагестан. Над разработкой проекта работали члены Конституционной комиссии Верховного Совета Республики Дагестан, Правительства Дагестана и рабочей группы, в состав которой входили ученые-правоведы и юристы. День Конституции был объявлен нерабочим днём указом Государственного Совета Республики Дагестан от 18 июля 1995 года.
10 июля 2003 года была принята новая Конституция Республики Дагестан, однако День Конституции не изменился, по прежнему оставаясь 26 июля.

## Критика
25 июля 2011 года на официальном сайте Конституционного суда Республики Дагестан вместе с новостью о предстоящем праздновании Дня Конституции была представлена статья, критикующая нарушения прав и свобод человека в Республике. Текст также гласит о том, что Президент Дагестана в послании Народному Собранию Республики Дагестан отметил «неповоротливость аппарата управления, которая приводит к утрате доверия граждан».